# Andreas R. Gantenbein
Andreas R. Gantenbein ist ein Schweizer Neurologe. Er ist  Facharzt FMH für Neurologie,  Medizinischer Gutachter und Stiftungsrat für das Alterszentrum Wehntal.

## Werdegang
Nach dem  Abschluss der Matura an der Kantonsschule Baden im Jahr 1996 begann er ein Medizinstudium an der Universität Zürich, welches er im Jahr 2002 abschloss.
Von 2002 bis 2004 absolvierte er ein Clinical Research Fellowship bei der Headache Group am  Queen Square in London. Abschliessend arbeitete Gantenbein von 2005 bis 2006 als Assistenzarzt in der Neurorehabilitation und Inneren Medizin an der RehaClinic Zurzach. Seine Dissertation mit dem Titel «Kopfwehpatienten in Allgemeinpraxis und Spezialsprechstunde» verfasste er im Jahr 2005. Es folgte eine Tätigkeit als Assistenzarzt in der Neurologie am Kantonsspital Aarau von 2006 bis 2008.
Von 2008 bis 2012 war er zunächst als Assistenzarzt und ab Mai 2010 als Oberarzt in der Neurologie am UniversitätsSpital Zürich tätig. Im Jahr 2010 erlangte er den Facharzttitel FMH für Neurologie. Zwischen 2012 und 2021 war Andreas Gantenbein als leitender Arzt tätig, ab Januar 2015 sogar als Chefarzt der Neurologie an der RehaClinic Zurzach. 2014 wurde ihm die Venia Legendi, womit er berechtigt ist, selbständig an Hochschulen zu lehren und wissenschaftliche Arbeit anzuleiten, für den Bereich der interdisziplinären Kopfschmerzversorgung verliehen.
Seit September 2021 ist er in  einer Praxistätigkeit in der Neurologie am Untertor in Bülach, als Medical Advisor bei ZURZACH Care in Bad Zurzach sowie als Konsiliararzt an der Klinik für Schlafmedizin (KSM) in Bad Zurzach tätig. Zudem ist er Titularprofessor der Medizinischen Fakultät an der Universität Zürich.

## Werke
Gantenbein schrieb  151 Publikationen, welche 2´342 mal zitiert wurden.
Er schrieb gemeinsam mit der Autorin und Journalistin, Praxedis Kaspar-Schmid, welche seit ihrer Jugend und Migräne Patientin ist das Buch Leben mit Migräne und beleuchtet das Thema Migräne, sowohl aus Patienten- als auch aus wissenschaftlicher Sicht.
Der Autor und Journalist Alexandr Kluy schrieb in der Psychologie heute:
"... ein handliches, schmales, inhaltlich informatives Buch ... Das liest sich gut, nicht nur weil es grafisch abwechslungsreich gestaltet ist, sondern weil der 50 Seiten umfassende aufwühlende ,Erfahrungsbericht' Kaspar-Schmidts über mehr als 60 Jahre Leben mit massiven Migräneattacken ergänzt wird durch einen Dialog." (A. Kluy, Psychologie heute, 02/2025, S. 85)